# Gospodin Tadija
Gospodin Tadija (polj. Pan Tadeusz) - ep poljskog književnika Adama Mickiewicza. Službeno se zove "Gospodin Tadija: Posljednji nasrt u Litvi: Plemićka pripovijest iz godine 1811. – 1812. u dvanaest knjiga u stihovima"
Knjiga je prvi put objavljena u lipnju 1834. u Parizu. Smatra se jednim od posljednjih velikih epova u europskoj književnosti. Nacionalni je ep Poljske. Reformirao je poljski jezik te bitno utjecao na njegovu standardizaciju. Poljski redatelj Andrzej Wajda snimio je istoimeni film 1999. na temelju ovog epa.  

## Radnja
Radnja se odvija tijekom pet dana 1811. godine i jednog dana 1812., kada je Poljsko-Litavska Unija već podijeljena između Rusije, Pruske i Austrije i briše se s političke karte Europe, iako je 1807., baš prije nego što priča počinje, Napoleon Bonaparte osnovao satelitsko Varšavsko vojvodstvo. 
Mjesto radnje je selo Soplicowo, ladanjsko imanje pod ruskom upravom. Gospodin Tadija pripovijeda priču o dvije posvađane plemićke obitelji i o ljubavi između Tadije Soplica iz jedne obitelji i Zosije iz druge posvađane obitelji. Drugi podzaplet uključuje spontane pobune domaćeg stanovništva protiv okupatorske ruske vojske. Različite fabularne niti dinamično se prekidaju i prepleću, donoseći cijelu galeriju likova onodobnoga poljskoga društva, osjećaj punine života i predokus vječnosti.
Mickiewicz koristi pojam "Litva" u drugačijem značenju od današnjeg, ne kao državu, nego kao zemljopisno područje, koje uključuje i Poljsku i Bjelorusiju. Poljaci, Litvanci i Bjelorusi smatraju Mickiewicza svojim piscem. 